# Ouratea discophora
Ouratea discophora är en tvåhjärtbladig växtart som beskrevs av Adolpho Ducke. Ouratea discophora ingår i släktet Ouratea och familjen Ochnaceae. Inga underarter finns listade i Catalogue of Life.